# Toxostoma cinereum
Toxostoma cinereum е вид птица от семейство Mimidae.

## Разпространение
Видът е разпространен в Мексико.